# 日本の自転車

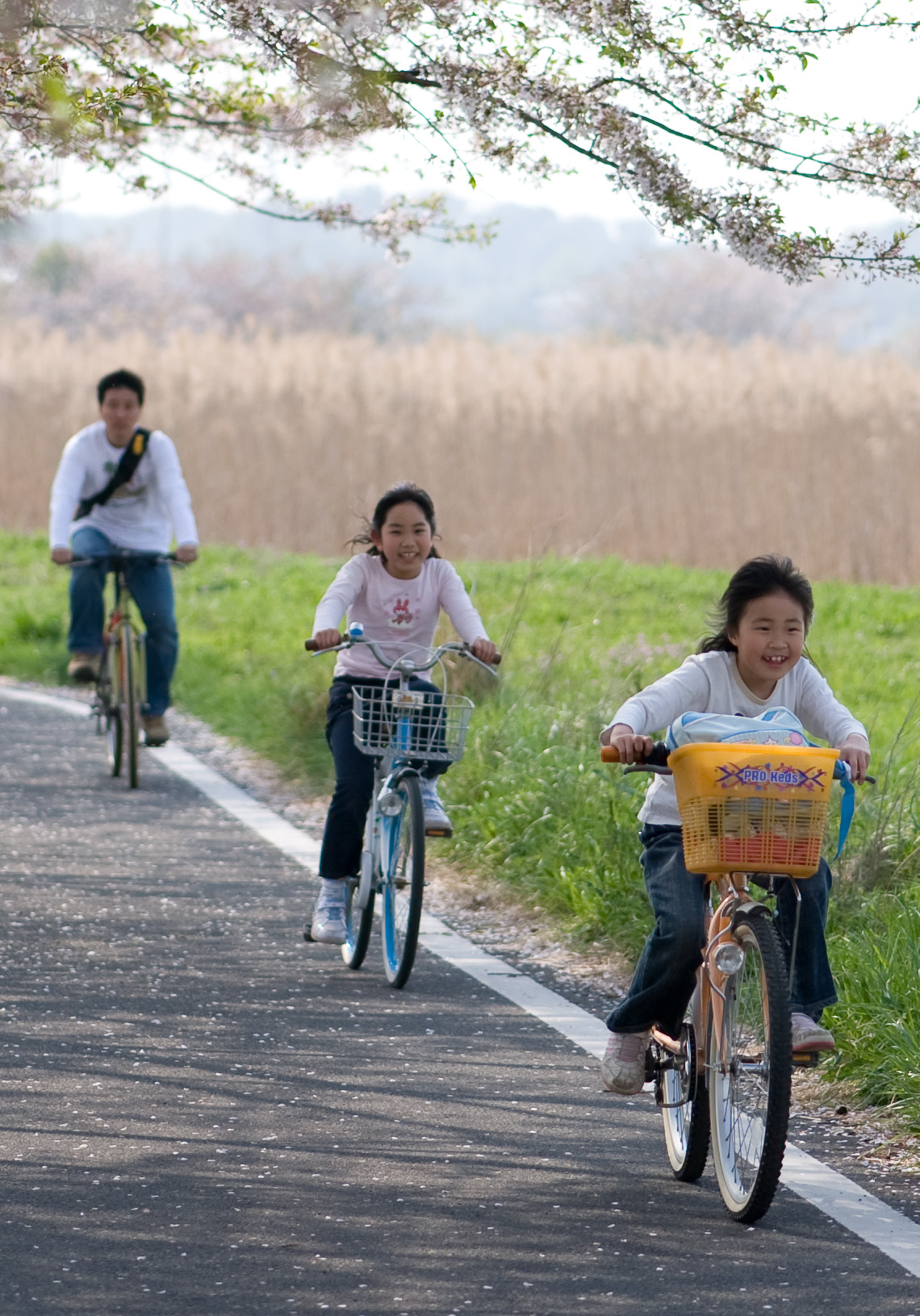
自転車を運転する子供と大人（2009年4月12日撮影）

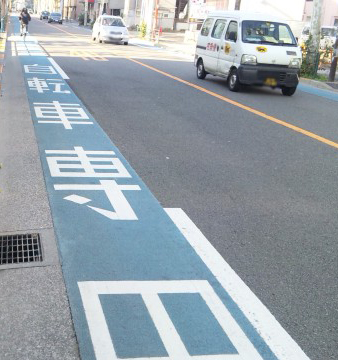
自転車専用通行帯（自転車レーン）の設置例（東京都渋谷区、2009年12月2日撮影）

本項では、日本の自転車（にほんのじてんしゃ）事情について概観する。

## 歴史
日本に自転車が初めて持ち込まれたのは幕末期・慶応年間で、ミショー型（ベロシペード）であったと推定されているが、ほとんど記録がなく詳細は不明である。この形式は、イギリスでボーンシェーカー（Boneshaker, 背骨ゆすり）とも呼ばれた。1980年代頃までは1870年（明治3年）に持ち込まれたとの説が定説とされてきた。日本での自転車製作も明治維新前後には始まっていたものとみられている。からくり儀右衛門の異名をもつ田中久重が、1868年（明治元年）頃、自転車を製造したとの記録が残っている。ただし現物や本人による記録が伝わっていないため、久重による製造の真偽は定かでない。初期の日本国産自転車の製造には、車大工や鉄砲鍛冶の技術が活かされた。
1870年（明治3年）、東京・南八丁堀5丁目の竹内寅次郎という彫刻職人が「自転車」と名付けた三輪の車（ラントン型と考えられている）について、4月29日付の願書で東京府に製造・販売の許可を求めた。この願書は「自転車」という言葉の最古の使用例とされ、東京都公文書館に保存されている「庚午府治類纂」舟車之部という文書綴りに収められている。東京府の担当官による実地運転を経て、5月に許可が下り、7月には日本初の自転車取締規則が制定された。
1872年（明治5年）、横浜・元町でボーンシェーカー型木製自転車を作った貸自転車業者が、自ら東京〜横浜間を6時間で走ったとの記録がある。これは日本における貸自転車と自転車の走行に関する最古の記録と考えられる。
1876年（明治9年）、福島県伊達郡谷地村（現:桑折町）の初代鈴木三元が「三元車」という前二輪の三輪自転車を開発した。その後も改良を重ね、一応の完成を見た1881年（明治14年）、第2回内国勧業博覧会に出品している。三元車は日本に現存する最古の国産自転車であるとされる。トヨタ産業技術記念館に収蔵されている初期型の一人乗り三元車が、2009年9月、三元の地元桑折町で初めて一般公開された。三元車は、部品の材質が異なるものの、1879年ヨーロッパで発明されたシンガー・トライシクルによく似た機構を有している 。
現在の自転車の原形である安全型自転車が開発されたのは1885年（明治18年）で、この時期に日本への輸入も始まっている。国産化も早く進み、宮田製銃所（後の宮田工業。自転車事業・ブランドは「ミヤタサイクル」として分社化、台湾メリダ・インダストリーに売却）が国産第1号を製作したのは1890年（明治23年）である。
初期の自転車は高価な玩具であった。特にペニー・ファージング（オーディナリー型）が主流であった頃、庶民の間では貸自転車を利用することが流行し、度々危険な運転が批判された。所有できるのは長らく富裕層に限られた。1898年（明治31年）11月、東京・上野不忍池のほとりで開かれた「内外連合自転車競走運動会」を皮切りとして自転車競技大会も開かれ、大変な人気を集めたという。当時一般的であったダイヤモンドフレームの自転車はスカートなどで乗るのに適さなかったため、自転車は男性の乗り物とされていた。しかし大正期からは富裕層の婦人による自転車倶楽部も結成されるなどし、女性の社会進出の象徴となった。
初め日本の自転車市場はアメリカ合衆国からの輸入車が大部分を占めていたが、明治末期になるとイギリス車が急増した。この後第一次世界大戦により輸入が途絶えたことをきっかけに、国産化が急激に進んだ。
1918年（大正7年）に東京自転車同業組合が設立されたが、組合員は製造147、卸134、小売3930であった。
この頃の規格や形式の大部分でイギリスのロードスターを基にしたが、米1俵（60キログラム）程度の小形荷物の運搬用途や日本人の体格を考慮したことで一つの様式が確立し、日本独特の実用車が現れた。この頃の日本の道路は自動車の走行に適してはいないため、運搬に自転車が使われ、自転車で運べない大きな荷物は荷車（特に馬力によるもの）で運ばれることが多かった。
まだ自転車の価格が大学初任給を上回り、家財・耐久消費財といった位置ではあるものの、庶民の手にも入るようになり、1960年代半ば頃まで、実用車は日本の自転車の主流であり続けた。
第二次世界大戦後、自転車が普及していくと、代わりにそのステータスシンボルとしての地位を自動車が占めるようになった。その後、高度成長期には日本の自転車輸出量は世界一となり、世界中で日本製の自転車が乗られていた。現在では円が強くなったことで自転車の輸出は激減した。今日では中華人民共和国製を主とした外国製自転車が日本の市場に多数出回っている。

## 名称異称
「自転車」という名称の使用は、1870年（明治3年）にまで遡ることができる。この言葉が定着するまでには、「西洋車」、「一（壱）人車」、「自在車」、「自輪車」、「のっきり車」といった名称が錦絵（開化絵）などに残っている。
日本語では漢字「輪」に自転車を表す用法がある。自転車自体を指す銀輪、双輪のほか、「駐輪場（自転車駐車場）」、「輪界（自転車界、自転車業界、競輪界）」などといった用例がある。1893年（明治26年）には自転車クラブ「日本輪友会」が発足し、1896年（明治29年）に発行された渡辺修二郎著『自転車術』という解説書では、自転車を「輪」と呼び、いくつかの関連用語の日本語訳にこの字を使っている。
俗語で「チャリンコ」と呼ばれることがある。語源は諸説ありはっきりしない。省略した「チャリ」という形で使われることもあり、他の語と結び付く造語要素ともなる。「チャリンコ」やその派生語は、愛称として親しみを込めて使う人がいる一方で、日本の自転車メーカーの技術者はこれらの言葉を嫌い、愛好家には「自転車に対する最大級の『侮蔑』と『見下し』」、「語感が厭」などとして忌避・拒否する人も存在する。「チャリンコ」とは戦前にはスリや無銭飲食を意味する俗語であった。手塚治虫の漫画「アドルフに告ぐ」では、メインキャラクターの一人アドルフ・カウフマンが、友人のアドルフ・カミルにそそのかされ、チャリンコと称してかき氷を食い逃げする場面がある。愛知県・岐阜県・三重県では「ケッタ」「ケッタマシーン」と呼ばれている。これらのほか「ジテンコ」、「ワッパ」などと呼ぶ例もある。
バイクと呼ばれることもある。日本語「バイク」と言うとエンジンを備えたオートバイの類（自動二輪車と原動機付自転車）を指し、自転車を含まないことが多いが、英語で bike は自転車を含む二輪の車両全般を指す。ここから、日本でも特に愛好家などがスポーツ自転車をバイクと呼ぶことがある。

## 自転車の定義
道路交通法では、次のように規定される。同法で自転車が法的に定義されたのは1978年（昭和53年）の改正が最初である。自転車は、法的分類および道路標識等の用語上は、「軽車両」、「車両」、「車両等」に含まれる。
ペダル又はハンド・クランクを用い、かつ、人の力により運転する二輪以上の車（レールにより運転する車を除く。）であつて、身体障害者用の車、小児用の車及び歩行補助車等以外のもの
（原動機を用いるものにあつては、人の力を補うため原動機を用いるものであつて内閣府令で定める基準に該当するものを含み、移動用小型車及び遠隔操作により通行させることができるものを除く。）—道路交通法第2条第1項第11号の2
道路交通法の定義により業務上過失傷害罪・重過失傷害罪などの公訴事実には、現代の日本国内では比較的見掛ける機会の少ない手こぎ式自転車や四輪自転車、三輪自転車と区別するため、「二輪の足踏み式自転車を運転し」などと表記される。
道路標識・道路標示における「自転車」は、「普通自転車」の略称である（道路標識、区画線及び道路標示に関する命令 別表第2備考一の（六））。
日本産業規格 JIS D 9111:2016（自転車—分類及び諸元）では、「ペダル又はハンドクランクを用い，主に乗員の人力で駆動操縦され，かつ，駆動車輪をもち，地上を走行する車両の総称」と定義される。同規格の以前の版では、「乗員の運転操作により，人力で駆動され，走行する車両」とした上で、「十分な強度の車体構造」、「複数の車輪」、「乗員の座席装置」、「駆動、操だ（舵）、制動の諸装置」を備え・もつことを要件としていた（JIS D 9111-1980）。

### 自転車の下位分類と周辺
普通自転車
道路交通法と関連法令で、自転車のうち、一定の条件を満たし歩道を通行することのできるもののことをいう。日本国内の大部分の自転車が該当する。道路標識・道路標示における「自転車」という語は普通自転車の略称として使われている。
法律上の定義は、以下。
- 車体の大きさ及び構造が道路交通法施行規則（昭和35年総理府令第60号）第9条の2の2で定める基準に適合する自転車で、他の車両を牽引していないもの。

＜道路交通法施行規則第9条の2の2に定める基準＞
- 一　車体の大きさは、次に掲げる長さ及び幅を超えないこと。
  - イ　長さ190センチメートル
  - ロ　幅60センチメートル
- 二　車体の構造は、次に掲げるものであること。
  - イ　四輪以下の自転車であること。
  - ロ　側車を付していないこと。
  - ハ　一の運転者席以外の乗車装置（幼児用座席を除く。）を備えていないこと。
  - ニ　制動装置が走行中容易に操作できる位置にあること。
  - ホ　歩行者に危害を及ぼすおそれがある鋭利な突出部がないこと。

電動アシスト自転車
JIS D 9111:2016（自転車—分類及び諸元）の大分類の一つ。交通法令では「人の力を補うため原動機を用いる自転車」、「駆動補助機付自転車」と表記される。踏力アシストの比率を一定以下に制限する（時速24km以上では補助駆動力がゼロとなる）ことで、運転免許が不要な自転車として扱われている。
一輪車
「二輪以上の車」という要件を満たさないため、道路交通法上の自転車には含まれない遊具とされ、交通の頻繁な公道で使用することはできない。JIS D 9101:2012（自転車用語）では特殊自転車の一種として例示され「曲技，スポーツ，遊戯に使用する1輪の自転車」と定義されていた。同規格を統合したJIS D 9111:2016でも「その他の特殊自転車」として例示されているが、定義はなくなった。JISが一輪車を自転車の一種として扱ってきたのは、自転車メーカーの製品に一輪車が含まれることと関連する。
原動機付自転車
自転車に小型のエンジンを取り付けた乗り物（モペッド）を起源とするのでこの名があるが、法律上、自転車に含まれない。
二輪車
自転車は一般に二輪であるものの、道路標識や道路標示における「二輪」や「二輪車」は、原動機付自転車と自動二輪車の総称であり、自転車を含めることはない。電動アシスト自転車の要件から外れた電動自転車もこちらに含まれ出力に応じて原動機付自転車と自動二輪車に分類される。ただし、道路標示「二段停止線（203の2）」における「二輪」の停止線は自転車など軽車両をも対象とする。
道路交通法上、サイドカーまたはサイクルトレーラー付きのものを除き、二輪・三輪の自転車、および普通自転車サイズ以下の四輪以上の自転車を押して歩いている者はみなし歩行者として扱われる。このため歩道や路側帯を通行でき、かつ原則として通行する必要がある。

## 「自転車の安全利用の促進について」
2022年11月1日、国の中央交通安全対策会議・交通対策本部は「自転車の安全利用の促進について」を定めた。

### 自転車安全利用五則
以下の「自転車安全利用五則」が定められている。
- 1. 車道が原則、左側を通行、歩道は例外、歩行者を優先[注 2] 。
- 2. 交差点では信号と一時停止を守って、安全確認
- 3. 夜間はライトを点灯
- 4. 飲酒運転は禁止
- 5. ヘルメットを着用

### 自転車の通行方法等に関する主なルール

#### 通行場所・方法
車道通行の原則
- 道路交通法上、自転車は軽車両と位置付けられ、歩道と車道の区別があるところでは車道を通行するのが原則であり、車道の左側（車両通行帯のない道路では左側端）を通行しなければならない。
- 著しく歩行者の通行を妨げることとなる場合を除き、道路の左側部分に設けられた路側帯を通行することができるが、その場合は、歩行者の通行を妨げないような速度と方法で通行しなければならない。
  - 【該当規定】道路交通法第17条第1項及び第4項、第18条第1項／第17条の2
  - 【罰則】3ヶ月以下の懲役又は5万円以下の罰金／2万円以下の罰金又は科料

歩道における通行方法
- 普通自転車が歩道を通行する場合は、道路標識等により普通自転車が通行すべき部分として指定された部分（普通自転車通行指定部分）がある場合は当該部分を、指定されていない場合は歩道の中央から車道寄りの部分を徐行しなければならず、歩行者の通行を妨げるような場合は一時停止しなければならない。ただし、普通自転車通行指定部分を通行し、又は通行しようとする歩行者がいないときは、歩道の状況に応じた安全な速度と方法で進行することができる。
  - 【該当規定】道路交通法第63条の4第2項
  - 【罰則】2万円以下の罰金又は科料

歩行者用道路における通行方法
- 道路標識等によって車両の通行が禁止されている歩行者用道路を警察署長の許可を受け、または禁止の対象から除外されていることにより通行するときは、特に歩行者に注意して徐行しなければならない。
  - 【該当規定】道路交通法第9条
  - 【罰則】3ヶ月以下の懲役又は5万円以下の罰金等

交差点での通行
- 信号機のある交差点では、信号機の表示する信号に従わなければならない。「歩行者・自転車専用」と表示されている信号機のある場合は、その信号機の表示する信号に従う。
  - 【該当規定】道路交通法第7条
  - 【罰則】3ヶ月以下の懲役又は5万円以下の罰金等
- 信号機のない交差点で、一時停止すべきことを示す道路標識等がある場合は、一時停止しなければならない。また、狭い道から広い道に出るときは、徐行しなければならない。
  - 【該当規定】道路交通法第43条、第36条第3項
  - 【罰則】3ヶ月以下の懲役又は5万円以下の罰金等

横断
- 道路や交差点又はその付近に自転車横断帯がある場合は、自転車横断帯を通行しなければならない。
  - 【該当規定】道路交通法第63条の6、第63条の7第1項

自転車道の通行
- 普通自転車は、自転車道が設けられている道路では、やむを得ない場合を除き、自転車道を通行しなければならない。
- 普通自転車以外の二輪又は三輪の自転車（側車付きのもの及び車両をけん引しているものを除く。）は、自転車道を通行することができる。
  - 【該当規定】道路交通法第63条の3、第17条第3項
  - 【罰則】2万円以下の罰金又は科料

普通自転車専用通行帯の通行
- 普通自転車は、普通自転車専用通行帯が設けられているときは、その普通自転車専用通行帯を通行しなければならない。
  - 【該当規定】道路交通法第20条第2項
  - 【罰則】5万円以下の罰金

#### 自転車の乗り方
安全運転の義務
- ハンドル、ブレーキその他の装置を確実に操作し、かつ、道路及び交通等の状況に応じ、他人に危害を及ぼさないような速度と方法で運転しなければならない。
  - 【該当規定】道路交通法第70条
  - 【罰則】3ヶ月以下の懲役又は5万円以下の罰金等

夜間、前照灯及び尾灯の点灯
- 夜間、自転車で道路を走るときは、前照灯及び尾灯（又は反射器材）をつけなければならない。
  - 【該当規定】道路交通法第52条第1項、第63条の9第2項、道路交通法施行令第18条第1項第5号
  - 【罰則】5万円以下の罰金

酒気帯び運転の禁止
- 酒気を帯びて自転車を運転してはならない。
  - 【該当規定】道路交通法第65条第1項
  - 【罰則】5年以下の懲役又は100万円以下の罰金（酒に酔った状態で運転した場合）

二人乗り等の禁止
- 小学校入学前の子供を乗せる場合等には、各都道府県公安委員会規則において定められている自転車の乗車定員に反して、自転車を運転してはならない。
  - 【該当規定】道路交通法第55条第1項／第57条第2項
  - 【罰則】5万円以下の罰金／2万円以下の罰金又は科料

過積載の禁止
- 各都道府県公安委員会規則において定められている自転車の積載制限に反して、自転車を運転してはならない。
  - 【該当規定】道路交通法第55条第1項／第57条第2項
  - 【罰則】5万円以下の罰金／2万円以下の罰金又は科料

並進の禁止
- 「並進可」の道路標識があるところ以外では、並んで走ってはならない[注 3][注 4]。
  - 【該当規定】道路交通法第19条
  - 【罰則】2万円以下の罰金又は科料

ブレーキ不良自転車の運転禁止
- 基準に適合する制動装置を備えていないため、交通の危険を生じさせるおそれがある自転車を運転してはならない。
  - 【該当規定】道路交通法第63条の9第1項
  - 【罰則】5万円以下の罰金

#### 乗車用ヘルメットに関する規定
2022年4月27日に公布された道路交通法の一部を改正する法律（令和4年法律第32号）により、全ての年齢層の自転車利用者に対して、乗車用ヘルメットの着用の努力義務を課すこととされ、公布の日から起算して1年を超えない範囲において政令で定める日から施行される。
2023年4月1日から、全ての自転車利用者のヘルメット着用が努力義務化される（2023年3月31日までは、13歳未満の子供にヘルメットを着用させる努力義務が保護者に課されるのみ）。
- 自転車の運転者は、乗車用ヘルメットをかぶるよう努めなければならない。
- 自転車の運転者は、他人を当該自転車に乗車させるときは、当該他人に乗車用ヘルメットをかぶらせるよう努めなければならない。
- 児童又は幼児を保護する責任のある者は、児童又は幼児が自転車を運転するときは、当該児童又は幼児に乗車用ヘルメットをかぶらせるよう努めなければならない。
- 【該当規定】改正後の道路交通法第63条の11

## 通行空間
自転車は、原則として車道の左側を走行することが定められている。ただし、車道が危険なためにやむを得ない場合は普通自転車に限って歩道の通行も認められている。
このほか自転車の通行空間としては、道路法令に定められた各種の専用道路・道路の部分、道路交通法に定められた交通規制によるものがある。これらについては、根拠となる法律によって、通行できる自転車や通行方法について相違点が見られる。1970年以降、自転車の歩道通行が条件付きで認められている。自転車の歩道通行を認めた国は、ノルウェーを除き日本以外にはほぼ見られず、特異な政策であるといえる。

### 車道左側（原則）
道路交通法では、自転車は他の車両と同様に歩道・路側帯と車道の区別のある道路での車道通行、車道においての左側通行が義務づけられている。
車両通行帯のない道路では、自転車を含む軽車両は、原則として道路の左側端を通行する。車両通行帯 の設けられた道路（公安委員会の指定がある片側2車線以上の道路）では、原則として軽車両は最も左側の通行帯を通行する。
ただし、車両通行帯に関する規定については、いくつかの問題がある（後述）。
左折レーン、直進レーンなどが設置してある交差点でも、どちらに進むかに関係なく、原則として最も左側の通行帯を通行しなければならない。

### 自転車レーン
車道の左端に道路標識および道路標示または区画線により設置されている車両通行帯である。これは正式には普通自転車専用通行帯と言う。
あるいは、車両通行帯に満たない路肩部分を「路面表示」により通行誘導しているものも存在するいずれも、縁石または柵により区画された自転車道とは異なる。
通行方法は「普通自転車専用通行帯」を参照。

### 自転車道
ここでは、縁石または柵により区画された自転車道のうち、道路構造令第2条第2号および道路交通法第2条第1項第3号の3に規定する縁石線又はさくその他これに類する工作物により区画して設けられる道路（車道）の部分を指して言う。
通行方法は「自転車道#狭義の自転車道」を参照。

### 路側帯
道路の左端に道路標示または区画線により設置されている部分であって、歩道の無い道路、または道路の歩道の無い側の左端に設置されたものである。なお、普通自転車専用通行帯は通例、歩道の有る道路または道路の歩道の有る側に限り設置されるため、路側帯との混同は法令上は起こらない。
通行方法は「路側帯」を参照。

### 歩道通行およびその要件

「自転車及び歩行者専用」（325の3）の道路標識

普通自転車は一定の要件により、歩道を通行できる（原則として徐行）。なお、普通自転車に該当しない自転車、軽車両は「歩道」の通行は認められない。
通行方法は「普通自転車#歩道通行の要件」および「普通自転車通行指定部分」を参照。

### 各種の「自転車道」
日本の法令上「自転車道」という用語は、「自転車道の整備等に関する法律」に見られるように道路法令に定められた専用道路や道路の部分の総称として広義で使われる場合と、道路構造令・道路交通法にいう道路の部分を指す狭義で使われる場合がある。
- 自転車専用道路 … 道路法第48条の13第1項
- 自転車歩行者専用道路 … 道路法第48条の13第2項
- 自転車道 … 道路構造令第2条第2号
- 自転車歩行者道 … 道路構造令第2条第3号

### 道路交通法・交通規制によるもの
- 自転車専用通行帯 … 第20条第2項
- 普通自転車以外の通行が禁止されている道路 … 第8条第1項
- 普通自転車が通行できる歩行者用道路 … 第8条第1項
- 路側帯 … 第2条第1項第3号の4（定義）、第17条の2第1項（通行可の根拠）
- 普通自転車通行可の歩道（自転車歩行者道） … 第63条の4第1項
- 自転車横断帯 … 第2条第1項第4号の2（定義）、第63条の6・第63条の7（義務の規定）

## 公道を走る際の必要装備
保安部品等にあたるものとして以下が挙げられる。公安委員会規則については都道府県によって内容に違いがある場合がある。ここには代表的と思われる規定を例示した。
制動装置（ブレーキ）
「自転車の運転者は、内閣府令で定める基準に適合する制動装置を備えていないため交通の危険を生じさせるおそれがある自転車を運転してはならない」 … 道路交通法第63条の9第1項　※五万円以下の罰金（過失も処罰）
- 前後輪を制動し、乾燥した平坦な舗装路面で、制動初速度10km/hのときに制動距離が3m以内で円滑に停止できるもの … 道路交通法施行規則第9条の3

警音器
「車両等（自転車以外の軽車両を除く。以下この条において同じ。）の運転者は、次の各号に掲げる場合においては、警音器を鳴らさなければならない」 「法令の規定により警音器を鳴らさなければならないこととされている場合を除き、警音器を鳴らしてはならない。ただし、危険を防止するためやむを得ないときは、この限りでない。」… 道路交通法第54条　※五万円以下の罰金刑（過失も処罰）
- 警音器の整備されていない自転車を運転しないこと … 公安委員会規則　※五万円以下の罰金

なお規格について法令等に規定はなく、一般的に手動のベルが使われる。ちなみに自動車運転者に対して注意を促す効果はほぼない。
前照灯・尾灯
「車両等は、夜間（日没時から日出時までの時間をいう。以下この条及び第六十三条の九第二項において同じ。）、道路にあるときは、政令で定めるところにより、前照灯、車幅灯、尾灯その他の灯火をつけなければならない。政令で定める場合においては、夜間以外の時間にあつても、同様とする」 … 道路交通法第52条第1項　※五万円以下の罰金（過失も処罰）
「軽車両 公安委員会が定める燈火」 … 道路交通法施行令第18条第1項第5号
- 前照灯 … 白色又は淡黄色で、前方10mの距離にある障害物を確認できる光度のあるもの … 公安委員会規則
- 尾灯 … 赤色で、夜間に後方100mの距離から点灯を容易に確認できる光度にあるもの … 公安委員会規則

尾灯は、次項の反射器材を備える場合には不要である。（道路交通法第63条の9第2項・公安委員会規則）
なお自動車と違い、障害物認識のための前照灯と、自己の存在を他者に認識させるための灯火の区別はない。
京都府警による2016年の京都市内での調査によると、「日没後のライト使用は75.6%にとどまり、4台に1台が無灯火だった」とのことである。
反射器材
「自転車の運転者は、夜間（第五十二条第一項後段の場合を含む。）、内閣府令で定める基準に適合する反射器材を備えていない自転車を運転してはならない。ただし、第五十二条第一項前段の規定により尾燈をつけている場合は、この限りでない」 … 道路交通法第63条の9第2項　※五万円以下の罰金（過失も処罰）
- 赤色又は橙色で、夜間に後方100mの距離から前照灯の反射光が容易に確認できるもの … 道路交通法施行規則第9条の4
  - JIS D 9452:2007（自転車—リフレックスリフレクタ）とJIS D 9301:2010（一般用自転車）で、反射器材のうちリヤリフレクタの色は「赤」、ペダルリフレクタの色は「アンバ」でなければならないと定められている。

- 後面の幅が0.5メートル以上の自転車・軽車両にあつては、両側にそれぞれ1個以上（計2個以上）備えること

前項のとおり、尾灯と反射器材は、どちらか一方があれば良い。（両方あっても良い）
ヘルメット
「児童又は幼児を保護する責任のある者は、児童又は幼児を自転車に乗車させるときは、当該児童又は幼児に乗車用ヘルメットをかぶらせるよう努めなければならない。」 … 道路交通法第63条の11　※努力義務
- 「児童又は幼児」は、十三歳未満の者 … 道路交通法第14条第3項

## 自転車の利用
通勤・通学に利用されるほか、日常の買い物などに利用される。通勤・通学の場合、自宅から駅までという利用も多く、放置自転車の問題も起こっている。このほか、地域によっては、新聞配達、郵便配達、自転車便、卸売市場関係者、商店、警察官などで職業上の利用もある。駐車違反の取締り強化により、電動アシスト自転車を利用する運送業者も現れている。
1961年のスポーツ振興法（2011年の改正によりスポーツ基本法）では主に健康面から自転車旅行＝振興法第10条（サイクリング＝基本法第24条）が奨励され、自転車道の整備等に関する法律により地方自治体が河川沿いなどに自転車道を建設している。
公共交通機関（鉄道や船・飛行機など）で移動する際、自転車を分解し専用の袋に入れて運ぶことを「輪行」と呼ぶ。この輪行の方法によらず、自転車をそのまま鉄道車両に持ち込むことを認めるサービスをサイクルトレインという。このほかヤマト運輸が日本サイクリング協会と提携し「サイクリングヤマト便」という制度を運用している。扱いはトラック便の一種である「ヤマト便」になり、一律60kg相当の扱いとなる（営業所持込みまたは集荷のみ、宅急便取次所では扱わない）。
日本サイクリング協会によれば、日本全国の自転車の保有台数は7千万～8千万台で、うち約3千万台が日常的に利用されていると推定している。

## 自転車にかかわる問題
自転車は、運転免許不要で身近な乗り物であるが、問題も発生している。日本における主な問題には次のようなものがある。次に箇条書きで挙げた問題についてはそれぞれの項目に譲る。
- 放置自転車 … 放置自転車問題は特に「銀輪公害」ともいわれた。
- 駐輪場
- 自転車盗
- 防犯登録

### 自転車の車体に関するもの
前照灯の不良（照度の不足、光軸のずれ、赤色の使用、球切れ）、後部リフレクタ（反射器材）の損傷や欠損、タイヤの空気圧不足、ブレーキの効きの悪い状態の放置といった整備不良がある。スポーツ車では、前照灯や尾灯（または後部リフレクタ）の未装備などの事例が見られる。2007年前後から流行しだした両輪または片方の車輪にブレーキを装備しないトラックレーサー（ノーブレーキピスト）が、本来認められない公道を走っていることが問題となっている。自転車には車検制度がないが、自転車安全整備制度（TSマーク制度）があり、付帯する保険の期限が1年となっていることで、定期的な点検を促している。一般的に自転車の取扱説明書には、初期点検と定期点検を奨励する文言がある。
一方、低品質な自転車も問題になっている。1990年代以降量販店をはじめ、一般的な自転車店でも売られるようになった低価格な輸入製品の中には、JISをはじめとした日本国内の安全基準に適合しないものもある。これは輸入品に関しては輸出国の安全基準を満たしていれば日本国内で販売できることによる。外見は国内の規格に適合した製品と変わらないため、こうした安価な製品が消費者に選ばれる傾向にある。自転車業界は、基準を満たさない製品の販売を禁止するPSC制度を自転車にも適用するよう申し入れているが、対象にならなかったため業界の自主的な安全基準「自転車協会認証」(BAA) を導入した。

### 自転車の運転に関するもの
自転車の違反行為に対しては、自動車等と同じく罰則規定が適用されることになっている。しかし、自転車利用者の違反行為に対する処分は、自動車等の一般的な反則を対象とするいわゆる交通反則通告制度（青切符）ではなく、即時、刑事手続きの下（赤切符）で進められることになるので実際の適用件数は少ない。警察庁は2006年4月『交通安全対策推進プログラム』を策定し、「悪質自転車対策」として「自転車利用者による交通違反の指導取締りの強化」を打ち出し、「酒酔い運転、信号無視、一時不停止、無灯火等の悪質・危険な違反については積極的に検挙する」とした。同月13日には、通達『自転車利用者に対する交通指導取締りの強化について』を出した。警察庁のまとめによると、2007年1月から9月までに摘発（逮捕・書類送検・赤切符交付）された人数は599人にのぼり、前年1年間の585人を上回り、4年前の約5倍に当たる。警察官による指導・警告は2007年1月から9月までの期間で134万件、2006年は145万件であった。警察では、違反した自転車利用者に対して、まず指導・警告をし、従わない場合摘発をすることとしている。京都府警察は2011年12月以降、信号無視や飲酒運転など、自転車での交通違反でも特に悪質なものに対し、赤切符（刑事処分対象）を発行することとしている。
以下本節において、条文番号は断りのない限り道路交通法のものであり、「罰金又は科料」を単に罰金と表記する。

#### 歩行者との軋轢・事故
自転車対歩行者の事故は1995年の563件から2005年の2576件と、10年間で約4.6倍に急増している 。
2013年1月には、自転車で事故を起こし、相手を負傷させたまま逃げたとして、道路交通法違反（ひき逃げ）容疑での逮捕者が出ている。大阪市北区の天神橋筋商店街では、人通りの増加に伴い、自転車と歩行者との接触事故が多発するようになったことから、商店街側が自転車の通行規制を大阪府警察に要望。これを受け同府警は、2014年1月31日以降に天満駅南側において、時間帯を区切っての自転車の通行規制を実施することになった。

#### 安全確認の不徹底
交差点などで安全確認を怠ったり一時停止を無視したりすること、さらには信号無視なども多く見られる。自転車事故は、72.7%が交差点付近で発生し、特に信号機のない交差点での自動車との出会い頭事故、信号機のある交差点での自動車との右左折時の事故が多くを占める。2009年に起こった自転車事故のうち、自転車側に法令違反があった割合は、3分の2を占め、死亡事故に限ると4分の3近くに上る。　また、警察庁の資料によると、自転車側が第一当事者である事故は15.4％（「交通統計平成23年版」（警察庁交通局）平成24年7月発行）である。
自転車側に信号無視などの原因がある場合、自動車等との間で起こった事故であっても、裁判で自動車等の運転者の責任が不問になる例がある。2003年12月に大阪府大東市の交差点で、自転車をはねて重傷を負わせたとして業務上過失致傷に問われた二輪車の男性に対し、2006年12月、大阪高等裁判所は、罰金8万円とした枚方簡易裁判所の一審判決を破棄、逆転無罪の判決を言い渡した。判決は、自転車の男性は交差点を渡り終えた直後、右折先の道路が赤信号であったのに突然右折を始めたため、右から追い越そうとした二輪車の男性がこれを避けるのは不可能だったとして、二輪車側の注意義務を否定した。2007年1月に大阪府寝屋川市の交差点で赤信号無視の自転車をはねて、乗っていた少年に重傷を負わせたとされたトラック運転手に対し、同年10月枚方簡易裁判所は、罰金10万円の求刑をしりぞけ無罪を言い渡した。

#### 無灯火
自転車の前照灯は、従来、車輪の回転を利用した発電機（ブロックダイナモ）を電源とすることが多かった。この方式では点灯時は消灯時に比べ、肉体的負担が増す。日本発電ランプ工業会の調査によると、ランプ装着率は100%に近いものの、点灯率は25〜27%であるという。2000年代半ば頃以降、高輝度で省電力のLEDランプが安価になり、一般用自転車・スポーツ自転車双方で普及しつつある。一般用自転車を中心に走行時の抵抗がほとんどないハブダイナモを電源とするものも現れている。
無灯火走行は対向する自動車等に視認されにくいだけでなく、歩行者や他の自転車などへの脅威となり、事故の一因となっている。無灯火運転は灯火の点灯義務（第52条第1項）違反であり、5万円以下の罰金が科される。

#### 2人乗り・定員外乗車

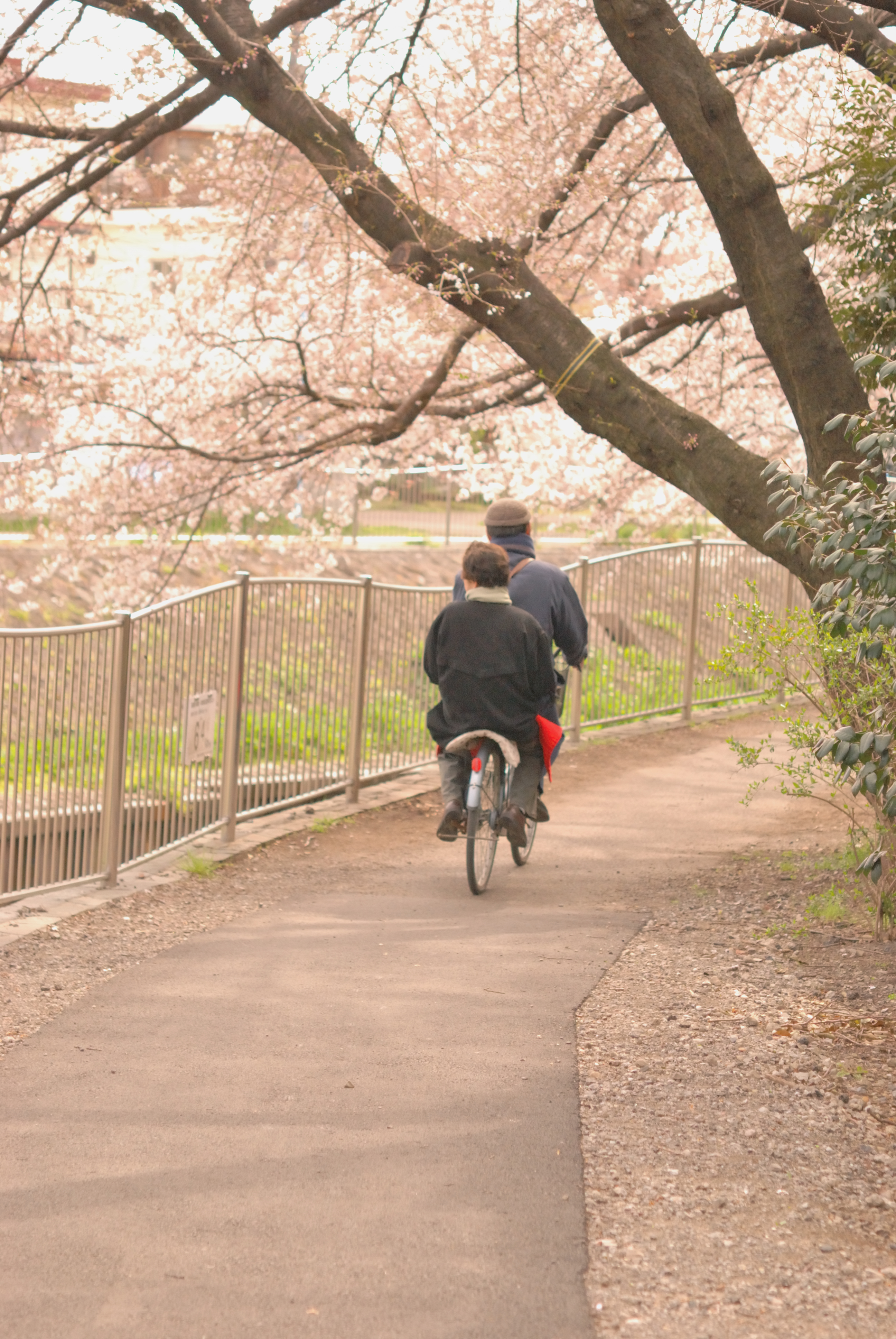
2人乗り

自転車の定員は通常1人である。2人乗りは第55条の規定に違反する定員外乗車であり、5万円以下の罰金が科される。16歳以上の者が、幼児用座席を取り付けた自転車に6歳未満の幼児1人を乗車させる場合などの例外が、都道府県ごとに公安委員会規則により定められている。
3人乗りは、16歳以上の者が幼児用座席に幼児を1人乗車させ、幼児1人をひも等で確実に背負う場合に限り、一部の公安委員会で例外的に認められていた。しかし都市部の幼稚園や保育施設の周辺などでは、本来認められない幼児用座席を二つ取り付けた3人乗りが日常的に見られる光景となっている。警察は、こうした3人乗りについて2008年春の「交通の方法に関する教則」改正に合わせて禁止行為であることを周知徹底する方針を明らかにしたが、2009年7月「幼児二人同乗用自転車」の基準に適合した自転車の使用を前提に解禁した。2007年の改正で新設され、2008年6月に施行された第63条の10では、自転車に乗車する幼児・児童にヘルメットを着用させる努力義務を保護者に課している。

#### ながら運転など
このほか、携帯電話の使用や喫煙、犬の散歩をしながら、あるいは傘を差しながらといったながら運転は、自動車のながら運転と同様に安全運転義務（第70条）違反になる場合があり、3月以下の懲役または5万円以下の罰金が科される。
追越しの際の一時的な場合などを除き、並進は禁止されている（第19条）。自転車をはじめとした軽車両でも飲酒運転は禁じられており、酒酔い運転は自動車の場合と同じで5年以下の懲役または100万円以下の罰金が科される。
他、鉄道やバスなど交通機関で通勤するとして職場から通勤手当を受け取っていながら、実際には自転車で通勤する「闇通勤」も見られる。職場の中には、こうした闇通勤に対して懲戒処分を課す例もある。

### 道路環境や自動車との関係によるもの

#### 自動車による幅寄せ
自転車に対する自動車・オートバイの故意の幅寄せ等の妨害運転行為は、その行為単独として暴行罪として立件される可能性があるほか、妨害のため危険な方法で故意に走行中に幅寄せや割込み等で著しく接近した場合は道路交通違反（妨害運転）の罪に問われる（2020年6月30日施行）。また、著しく接近しその結果他人を死傷させた場合には、危険運転致死傷（妨害運転致死傷）の罪に問われる。たとえ過失であっても道路交通法第70条の安全運転義務違反に該当し十万円以下の罰金に処される。 
これらの法律に反し、車道を走行中の自転車に自動車が意図的に幅寄せをしたり、安全上必要な側方間隔がとられていないことが多い。そのために接触事故となる場合もある。例えば、2013年には埼玉県で自動車が故意に幅寄せを行い、車道を走っていた自転車にぶつけけがをさせる事故が発生しており、危険運転致死傷罪の容疑で逮捕されている。
追い越し時の側方通過時の安全な間隔について、道路交通法上では具体的な数値は規定されていないが、過去の判例から側方通過時の車両同士（自転車に限らない）の間隔はおおむね1ｍ以上を基準とし、道路の状況、車両の速度、車種等を考慮し、社会通念に応じて判断されるべきもの（16訂版道路交通法解説P71）とされる。自転車の背面から接近する場合は、最低でも1.5メートルは確保するのが望ましいと考えられる。

#### 道路における通行空間の未整備
本来、自転車の通行空間は車道の左側や自転車道とされている。しかし、自転車道の整備延長は道路延長のわずか0.9%（1999年、建設省の調査による）に過ぎない。急激なモータリゼーションにより暴走自動車が市民を加害する事故が多発し、自動車による被害犠牲者が戦時中のような多さから1970年代には「交通戦争」と呼ばれ、この時に自転車も「車両等」でありながら歩道走行が容認されるよう道路交通法が改訂された（後述）。
自転車の安全確保のために自転車道や自転車レーンといった自転車専用の通行路が導入されることになったにもかかわらず、空間の有限性や整備コストなどを理由に困難だとして、その整備は進んでない。一方で「普通自転車歩道通行可の規制」が多用されるようになった。その総延長は2005年度末で6万8992.6kmと、全歩道の44.2%を占める 。
自転車が車道を通行する場合、道路の幅員や路面状態、電柱といった障害物などのほか、自動車の駐停車、パーキングメーター・パーキングチケット発給機といった路上駐車施設の存在により自転車が安全に通行できる空間が確保されていないことが多い。また、自転車レーンでさえも自動車違法駐車が多発しており、自転車安全走行環境確保のため警察による違法駐車取り締まり強化が為されている。
2001年9月、埼玉県川口市の市道で、自転車に乗った小学生が違法駐車車両を避けようとし、対向車と衝突して死亡した。この小学生の母親が対向車と違法駐車車両の運転者を相手取り損害賠償を請求した裁判で、2004年8月さいたま地方裁判所は対向車だけでなく違法駐車車両の運転者の損害賠償責任をも認める判決を言い渡した。違法駐車車両の駐車場所は車道左側寄りであり、自転車の走行空間と重なり、事故の原因となることから「自転車乗りにとっては本当に深刻な問題」であるにもかかわらず、軽視され状況が悪化していると指摘される。

### 自転車に対する取締など

#### 自転車に対する規制
ほぼ、道路交通法の改正による。
- 2013年12月1日改正施行の同法では、法令の基準に適合するブレーキを備えてない自転車（典型例として「ピスト」等）に対して、警察官が停止させ、検査をし、応急措置や運転禁止命令をすることができるとされ、検査拒否や命令違反に対しては5万円以下の罰金に処されることとなった。
- その他、一定の違反行為が都道府県公安委員会規則に規定されており、禁止行為に違反すると5万円以下の罰金となる。（以下は東京都の場合）
  - 自転車運転中に携帯電話を手で保持して通話使用や画面を注視するなどの行為
  - 傘を差し、物を担ぎ、物を持つ等視野を妨げ、又は安定を失うおそれのある方法での運転
  - 高音でカーラジオ等を聞き、又はイヤホーン等を使用してラジオを聞く等安全な運転に必要な交通に関する音又は声が聞こえないような状態での運転
  - 警音器の整備されていない自転車の運転

#### 自転車運転講習
2015年6月1日から、以下の行為が「危険行為」に指定され、危険行為を3年以内に2回以上繰り返した場合、「自転車運転者講習」の受講が義務付けられる。受講しなかった場合、5万円以下の罰金が科せられる。
- 信号無視
- 通行禁止場所の通行
- 歩行者用道路での歩行者妨害
- 歩行者用道路・路側帯の通行及び車道右側通行
- 左方優先違反・優先道路通行車の妨害等
- 右折時、直進車や左折車への通行妨害
- 環状交差点安全進行義務違反等
- 一時不停止
- 歩道での歩行者妨害
- 制動装置不備の自転車走行
- 酒酔い運転
- 安全運転義務違反（傘さし運転、携帯電話をしながらの運転等）
- 他の車両等へのあおり運転（妨害運転） - 2020年6月30日施行

#### 免許制度導入の是非
自転車の無秩序な通行とそれによる事故を解消するために、自転車にも免許制度を導入すべきだとの主張が時折見られる。
警察庁は、2013年の道路交通法改正試案に対するパブリックコメント募集結果で、自転車免許導入論に対して「自転車が幼児や児童といった低年齢者や自動車等の運転免許を受けていない者、自動車等を保有していない者にとって不可欠な移動手段となっていることや、自転車の運転方法が相当に平易で一般的に走行速度も低いことなどを踏まえると、現時点で自転車に運転免許制度を導入することは適切ではない」との認識を示した。
事故防止を目的とした交通安全教育の一環として、おもに児童・生徒を対象として自転車免許証を与える自治体・学校の実施例がある。これらはあくまでも交通安全教育の教材のようなものであって、法的な根拠・拘束力はない。
自転車の運転自体には運転免許を必要としないが、自転車運転中に事故の原因となった危険行為（薬物使用）を理由として自動車の運転においても危険を引き起こす可能性があるとして、運転免許停止の処分となった例がある。2012年5月奈良市の市道で後方を確認せず道路を横断し、二輪車と衝突事故を起こし逃げたとして、奈良県警察は同年11月20日、この自転車を運転していた男性に150日間の自動車運転免許停止処分を科した。

### 保険
自転車には、自動車等における自動車損害賠償責任保険（自賠責）にあたる加入義務のある保険はない。自転車総合保険は1980年に登場したが、2010年3月までに損害保険各社で販売が中止されている（現在は日本サイクリング協会会員に対して協会から斡旋があるのみ）。背景には保険料の割に支払いが多く、認知度が低く販売実績が少ないなどの事情がある。この結果自転車に特化した保険は団体向け販売のみになっている。こうした傾向に関連して、「全国交通事故遺族の会」は自転車による人身事故を自賠責の対象とするよう提言している。しかし国土交通省は「自転車の実際の利用台数が不明で、どの程度の保険料とすればいいのか推計できない。車検のような機会がなく保険料の徴収も困難」（自賠責を所管する同省自動車交通局保障課）、「国民が受け入れるかどうか」（同省幹部）など、消極的立場をとっている。
自転車安全整備制度のTSマークには1982年4月以降保険が付帯しているほか、日本サイクリング協会などの自転車関係団体には会員を自転車団体保険の被保険者とするものがある。
交通事故傷害保険や普通傷害保険、家族傷害保険、海外旅行保険など自転車に特化したものでない一般に販売されている傷害保険においては、種類によるが自転車を用いたレジャーや通勤通学などの交通における対人及び対物の傷害に対する補償にも対応する保険商品がある。自動車保険にも人身傷害や日常生活賠償特約など、自転車での事故に対応した契約がある。
自転車保険は法律上は加入義務はないが、自治体によっては条例で加入が義務または努力義務となっている所がある。2024年10月1日現在で義務化されているのは、秋田県・宮城県・山形県・福島県・栃木県・群馬県・埼玉県・千葉県・東京都・神奈川県・新潟県・石川県・福井県・長野県・山梨県・岐阜県・静岡県・愛知県・三重県・滋賀県・京都府・大阪府・兵庫県・奈良県・岡山県・広島県・山口県・香川県・愛媛県・福岡県・熊本県・大分県・宮崎県・鹿児島県である。また、努力義務化されているのは、北海道・青森県・岩手県・茨城県・富山県・和歌山県・鳥取県・徳島県・高知県・佐賀県である。また、地方条例で義務化・努力義務化される保険は、他人に対する賠償義務を担保する保険であり、自転車利用者の傷害等を担保する保険ではない。「自転車保険」の名称で販売されている保険に限らず、火災保険、自動車保険、傷害保険等の保険商品の特約や、クレジットカードに付帯される保険で、条例が要求する個人賠償責任を担保するものであれば、加入義務に対応できる。

### 法規・行政上の待遇
自転車は、法規や行政の上で、車両であるにもかかわらず歩行者に近い扱いを受けることが多い。「自家用車と違って燃料の消費等を通じてその利用を把握しにくく、かつ、基本的な移動手段としての性格を有する」（「長期展望に基づく総合的な交通政策の基本的方向—80年代の交通政策のあり方を探る」第二部第四章第三節）ために、運輸行政上“交通機関”とみなされてこなかった、との指摘がある。
- 道路交通法第63条の7により交差点を通行する際に自転車横断帯を進行することが義務づけられているが、その大部分が歩道通行を前提に横断歩道の車道側に沿って設けられている。車道を走行してきた自転車がこれに従った場合に歩行者や自動車との事故が多発した[59]ことなどから、自転車横断帯は順次撤去されているが、いまだに残存する横断帯があり、法改正もなされていない。
- 左折レーンのうち特に2車線以上のものや交通島によって構造的に分離されるものなど、車両通行帯の設計や信号機の運用により、自転車が安全に直進や右折をすることが困難な交差点をはじめ、自転車での通行がまったく考慮されていない設計の箇所がみられる。[要出典]

このほか法令などの影響により、日本では普通自転車に該当しない特定の車種の自転車を目にする機会が諸外国に比べ少なくなっている。たとえばタンデム車については、サイクリングロード以外の公道での二人乗り走行が禁止されている場合が多かった。ただし、2010年代以降徐々に都道府県別に解禁される自治体が相次いでおり、2019年中までに47都道府県中27都道府県までが、タンデム車二人乗りの原則解禁、または条件付き解禁を行っている。

## 自転車関係団体など
- 自転車協会
- 自転車産業振興協会（自振協）
- 日本車両検査協会 (VIA)
- 日本自転車製造卸協同組合連合会
- 日本自転車軽自動車商協同組合連合会
- 日本自転車普及協会（自普協）
- 日本サイクリング協会 (JCA)
- 日本自転車競技連盟 (JCF)
- 日本サイクルレーシングクラブ協会 (JCRC)
- 日本マウンテンバイク協会
- 全日本BMX連盟 (JBMXF)
- 日本室内自転車競技連盟 (JFIC)
- 日本パラサイクリング連盟 (JPCF)
- JKA … 競輪の中央団体「日本自転車振興会（日自振・NJS）」の後身。オートレースの「日本小型自動車振興会」を事実上吸収して発足した財団法人。
- 関西サイクルスポーツセンター（財団法人自転車センター）
- 日本サイクルスポーツセンター
- 日本レンタサイクル協議会
- 自転車駐車場整備センター
- 全国自転車問題自治体連絡協議会
- 自転車文化センター … 日本自転車普及協会による運営
- シマノ自転車博物館（旧・自転車博物館サイクルセンター）（公益財団法人シマノ・サイクル開発センター）
- 自転車月間推進協議会
- 日本アドベンチャーサイクリストクラブ
- 自転車活用推進研究会（NPO自活研）

## 自転車をテーマにした創作物

### 小説
- 銀輪の覇者（斎藤純 2004年）
- 自転車少年記（竹内真 2004年）
- サクリファイス、エデン、サヴァイヴ（2007年、2010年、2011年 近藤史恵）
- セカンドウィンド（川西蘭 2007年〜）
- ヒルクライマー（高千穂遙 2009年）

### 漫画
- 自転車漫画 … 自転車を題材にした漫画の一覧

### 映画
- メッセンジャー （1999年）
- 茄子 アンダルシアの夏 （2003年）
- 茄子 スーツケースの渡り鳥 （2007年）

### 音楽
- 青春サイクリング（小坂一也 1957年）
- サイクリング・ブギ（サディスティック・ミカ・バンド 1972年）
- 銀輪は唄う（ゲルニカ 1982年)
- 自転車でおいで (矢野顕子 1987年)
- 自転車泥棒 （ユニコーン 1990年）
- 自転車に乗って （モダンチョキチョキズ 1993年）
- サイクリング・ブルース（忌野清志郎 2005年）
- 自転車ショー歌（忌野清志郎 2003年）
- 自転車に花は舞う（A応P 2017年）
- 自転車 … 「自転車」というタイトルの楽曲の一覧